# 今枝直寛
今枝 直寛（いまえだ なおひろ）は、江戸時代後期の武士。加賀国加賀藩家老今枝内記家第8代。

## 家系
今枝内記家家は豊臣秀次家臣を経て前田利長に仕えた今枝重直を初代とし、2代直恒、3代近義、4代直方は藩主世子の守役を務め、代々家老。禄高1万4000石。明治33年（1900年）子孫の直規が華族に列し、男爵に叙された。
他国との婚姻を禁止する前田家では例外的に、岡山藩池田家家老日置家と縁組を重ねることを許されている。姓は豊臣姓。家紋は四ツ俵。

## 略歴
天明8年（1788年）加賀藩家老、今枝易直の長男として生まれる。
文化12年（1815年）12月、父易直死去により、家督と禄高1万4000石を相続した。
文化13年（1816年）12月、定火消役となる。文化14年（1817年）10月2日、仁孝天皇即位式の祝賀使として上京する。文政元年（1818年）家老職となる。
文政4年12月22日（新暦1822年1月14日）、死去。享年35。家督は嫡男弥八郎（直應）が幼いため弟の易良が相続した。

## 人物
父易直が召し抱えた儒学者金子鶴村に師事した。